# Oriole de Montserrat
Icterus oberi
Espèce
Statut de conservation UICN

 VU D1+2 : Vulnérable
L’Oriole de Montserrat (Icterus oberi) est une espèce d'oiseau de la famille des ictéridés endémique de Montserrat dans les petites Antilles.  L’Oriole de Montserrat est l’oiseau national de l’île.

## Habitat
L’Oriole de Montserrat fréquente les forêts humides de montagne où croissent les épiphytes.

## Nidification
Le nid est un panier suspendu.  Les œufs, au nombre de deux, sont incubés par la femelle.

## Comportement
L’Oriole de Montserrat a un domaine vital étendu.  On l’observe seul ou en couple.

## Menaces
Les activités volcaniques de l’île de Montserrat mettent en danger la survie de cette espèce.